# Dickenhobelmaschine

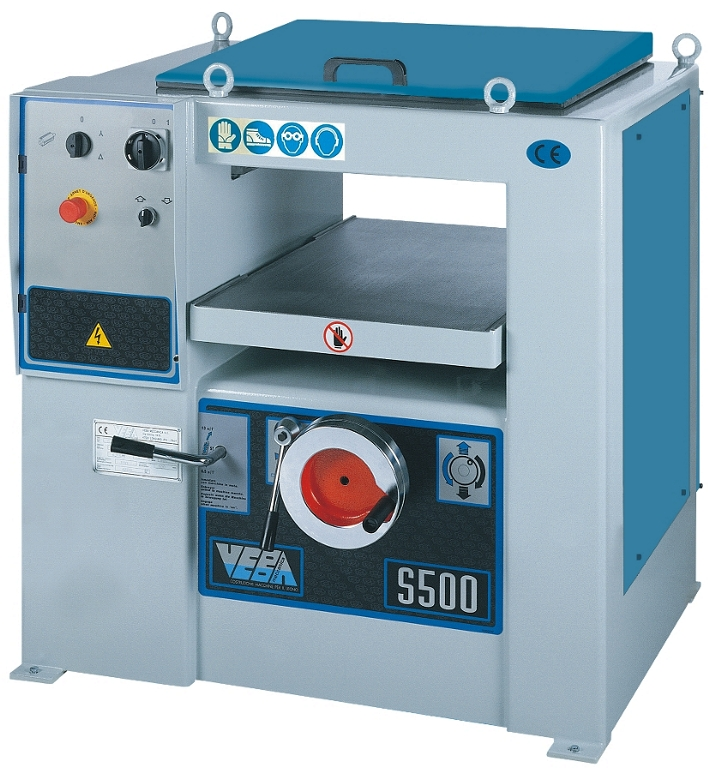
Dickenhobelmaschine

Eine Dickenhobelmaschine, Dicktenhobelmaschine oder kurz Dickte ist eine Werkzeugmaschine zur spanenden Holzverarbeitung. Ihre Aufgabe ist das Hobeln eines Werkstücks auf eine gewünschte Dicke, nachdem eine oder zwei Seiten abgerichtet wurden.

Schema Arbeitsweise Dickenhobelmaschine

## Aufbau und Arbeitsweise
Die Dickenhobelmaschine weist mehrere Teile mit unterschiedlichen Funktionen auf:
- Die Hobelmesserwelle dient der Spanabnahme, sie besitzt 1, 2 oder 4 Hobelmesser. Diese dreht sich mit 4000 bis 9000/min entgegengesetzt der Zuführrichtung (Gegenlauf) des Holzstückes, und hobelt es auf gewünschte Dicke. Die Umfangs- und damit die Messergeschwindigkeit hängt von dem Wellendurchmesser ab.
- Bei der Hobelmesserwelle gibt es grundsätzlich vier Arten.
  - Keilleistenmesserwelle (Standard) mit 2–4 Hobelmessern
  - Wendemesserwelle (leichter Umbau, die Messer lassen sich beidseitig verwenden) mit 2–4 Hobelmessern
  - Spiralmesserwelle (bessere Oberflächenqualität) mit 1–2 Hobelmessern
  - Spiralmesserwelle (noch bessere Oberflächenqualität) mit Wendeschneidplatten
- Das Standgehäuse mit aufklappbarem Teil (meistens gefertigt aus Gusseisen) dient zur Abdeckung und Fixierung der innenliegenden Bauteile. Der aufklappbare Teil dient zur Abdeckung der Hobelwelle, die beim Messerwechsel auch zugänglich sein muss.
- Die Einzugs- und Auszugswalze befördern das Werkstück durch Anpressdruck von oben und Drehung zur Hobelwelle. Die Auszugswelle zieht das Werkstück nach der Bearbeitung von der Hobelwelle weg.
- Die Rückschlaggreifer sorgen dafür, dass bei Ungleichheiten im Holz, z. B. Ästen, die Hobelwelle das Werkstück nicht zurückschlagen kann. Der Rückschlaggreifer ähnelt einem Klappbügel mit Verzahnung, der mittels Drehgelenk vor der Einzugswalze befestigt ist.
- Auf dem Maschinentisch wird das abgerichtete Werkstück aufgelegt und zugeführt.
- Tischwalzen können sich je nach Ausstattung im Maschinentisch befinden, um das Durchgleiten des Werkstückes zu erleichtern. Die Anzahl der Tischwalzen variiert von keiner bis mehreren meistens kugelgelagerter Walzen.
- Die beiden Druckbalken drücken das Werkstück unmittelbar vor und nach der Hobelwelle auf den Maschinentisch, um vertikale Bewegungen des Werkstückes zu verhindern. Dadurch wird die Oberflächenqualität verbessert.
- Das Handrad dient zur Einstellung der Dicke. Das Handrad wird bei modernen Maschinen oftmals durch einen elektrischen Stellmotor ersetzt.
- Die Absaugvorrichtung befördert die Hobelspäne mittels Unterdruck von der Hobelwelle weg.

Einige Hersteller bieten für ihre Maschinen als Sonderausstattung segmentierte Spiralmesser-Hobelwellen mit Wendeplatten an. Hierbei werden einzelne HW-Wendeplatten (Quadratische Grundform mit vier Hauptschneiden) so auf der Messerwelle angeordnet, dass die Schneiden eine minimale Überdeckung aufweisen. Bedingt durch die wirksame Schneidengeometrie wird auch bei sehr schwierigen Materialeigenschaften eine sehr gute Oberflächenqualität erreicht.
Einzelne beschädigte Schneiden können schnell durch Drehen um 90° oder Wechsel einer einzelnen Wendeplatte rationell ausgetauscht werden. Allerdings ist ein kompletter Wechsel der Wendeplatten (je nach Hobelwellenbreite bis zu 100 Wendeplatten) mit erheblichem Zeitaufwand und Kosten verbunden. Da es sich aber um HW-Wendeplatten handelt, ist mit einem bis zu 20-fachen größeren Standzeit als bei HSS-Messern zu rechnen. Ein positiver Aspekt bei dieser Hobelwellenausführung liegt in der erheblichen Reduzierung der Schallemission um ca. 12 dB(A).